# Giuseppe Sacchi (pedagogista)
Giuseppe Sacchi (Milano, 22 agosto 1804 – Milano, 4 marzo 1891) è stato un educatore, pedagogista e giurista italiano.

## Biografia
Dopo avere completato gli studi classici a Milano, Sacchi si dedicò alle scienze giuridiche laureandosi a Pavia nel 1831; qui ebbe come maestro Gian Domenico Romagnosi (1761-1835) di cui divenne amico e in parte continuatore. Del Romagnosi prese a modello il metodo sperimentale che poi utilizzerà nei propri studi e nella creazione di svariate istituzioni alle quali si dedicò nel corso della sua vita.
Fu particolarmente attivo nelle attività di beneficenza e nella fondazione di asili per l'infanzia: a Milano, dovuti in gran parte alla sua opera, se ne apersero cinque di indirizzo aportiano fra il 1836 ed il 1838: il primo fra questi fu fondato nel 1836 in seguito alla costituzione nel 1835 di un comitato presieduto dal Romagnosi e di cui il Sacchi faceva parte; di fianco a quegli asili furono creati conservatori per la puerizia, specie di scuole elementari nelle quali si continuava l'istruzione ricevuta negli asili.
Nel 1845, giovandosi degli studi di legge, fondava insieme all'abate Giovanni Spagliardi il Pio istituto del patronato dei carcerati e dei liberati dal carcere di via Quadronno (poi confluito nella Opera Pia dei Riformatori per giovani della provincia di Milano (1869); nel 1850, insieme a Laura Solera Mantegazza creava l'istituto dei lattanti e slattati (poi Pio Istituto di Maternità). Nel 1852 assumeva la direzione degli Annali universali di statistica, pubblicazione dove si trattava di questioni pedagogiche e sociali.
Il Sacchi operò nei campi giuridico, economico e sociale pubblicando studi sull'ordinamento dei nuovi istituti di correzione per la gioventù, sulla condizione delle donne operaie, sul congresso di Bruxelles per il progresso delle scienze sociali; assisté gli ex carcerati e i bambini malati di rachitismo formando insieme al livornese Gaetano Pini nel 1873 il Pio Istituto dei Rachitici di Milano, poi Istituto ortopedico Gaetano Pini e di cui divenne poi direttore. Educatore, dava molta importanza alla psicologia come metodo di insegnamento.
Molte le opere scolastiche composte: Racconti e storia per la gioventù italiana (1857), Racconti biografici, Compendio dei doveri del popolo, Patria italiana per asili e scuole elementari. Particolarmente apprezzato fu Il primo ammaestramento dell'infanzia e della puerizia sui metodi della Scuola sperimentale italiana. Popolarissimi furono inoltre i suoi volumetti Le gioje della vita casalinga, La donna nella famiglia, Lo Statuto spiegato al popolo, I pregiudizi popolari sulla luna e sulle comete, I miracoli dell'alfabeto, Una gitarella autunnale da Milano a Roma, Le veglie di Teresa, Un Lombardo in Irlanda.
Morì a Milano nella sua abitazione di via Santa Agnese, 4 a causa di una polmonite che lo colse all'età di 86 anni. Fu sepolto nel Cimitero Monumentale di Milano. All'educatore il Comune di Milano ha intitolato la via Giuseppe Sacchi nei pressi di via Cusani.

## Opere
Fra i suoi scritti:
- Racconti biografici (1872)
- Il primo ammaestramento dell'infanzia e della puerizia giusta i metodi della scuola sperimentale italiana (1895)
- I processi e i metodi della scuola sperimentale italiana (1890)